# Havsförsurning

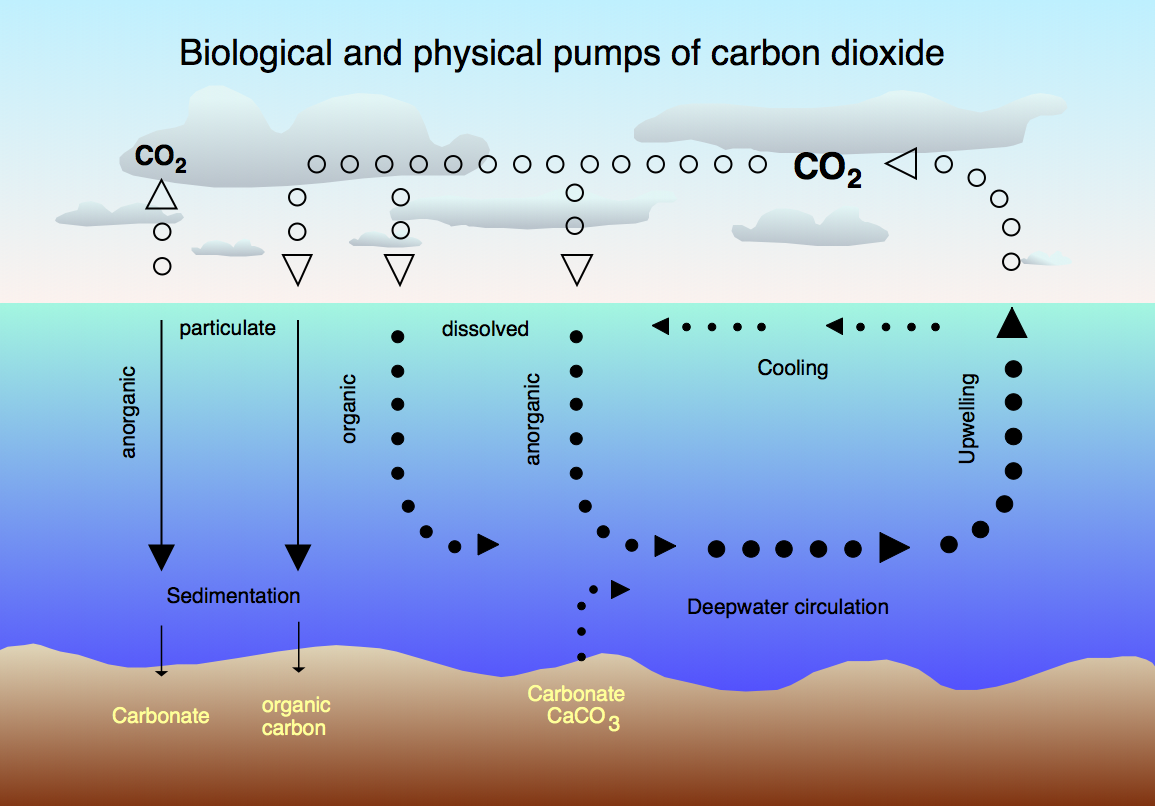
Koldioxidcykeln mellan atmosfären och havet

Havsförsurning är den process då pH-värdet i haven långsamt sjunker. Detta sker framför allt genom att koldioxid från atmosfären tas upp av haven.

## Bakgrund
När koldioxid löses i vatten bildar den kolsyra, en svag syra som successivt gör haven surare. Eftersom koldioxidhalten i atmosfären ökar, i huvudsak på grund av förbränning av fossila bränslen, kommer haven att bli allt surare.
Utan havens stora förmåga att ta upp koldioxid från luften hade växthuseffekten av utsläppen sedan den industriella revolutionen varit ännu tydligare och uppvärmningen ännu högre. Ungefär 30 % av våra utsläpp absorberas av haven. Idag har världens hav ett genomsnittligt pH-värde på 8,1, alltså lätt basiskt. Detta är 0,1 enhet lägre än förindustriell tid vilket innebär en ökning i vätejonkoncentrationen med 30 %.

### Årstidsvariation
Havsförsurningen går snabbare i kalla vatten än i varma, eftersom gasers löslighet är större vid lägre temperatur. Haven vid polerna, Arktis och Antarktis, är därför extra hårt utsatta för försurning. pH-värdet varierar cykliskt beroende på årstidsväxlingarna, dels för att temperaturen ändras och dels för att tillväxthastigheten ändras. Primärproduktionen konsumerar koldioxid som därmed ökar pH. När nedbrytningen av organiskt material dominerar kommer koldioxid istället tillföras till havet och pH sjunker. Under sommaren stiger pH både på grund av att temperaturen ökar, vilket minskar lösligheten av koldioxid, och på grund av att primärproduktionen ökar. På motsvarande sätt kommer pH att minska under vintern genom att kallt vatten kan lösa mer koldioxid samtidigt som primärproduktionen upphör och ersätts av nedbrytning.

## Upptäckt
Upptäckten att världshaven håller på att kolsyras – försuras genom stigande koldioxidhalter – gjordes på 1980-talet. Men hur allvarliga förändringarna är har upptäckts först sedan ungefär 2000-talet. De senaste kunskapssammanställningarna tyder på att det finns ett stort kunskapsbehov om de gemensamma effekterna av havsförsurningen och andra miljöhot på ekosystem. En ytterligare försenande faktor är att haven är en internationell angelägenhet, som behöver samarbete och koordination mellan många länder, både när det gäller forskning, bevakning och åtgärdsprogram.

## Utveckling

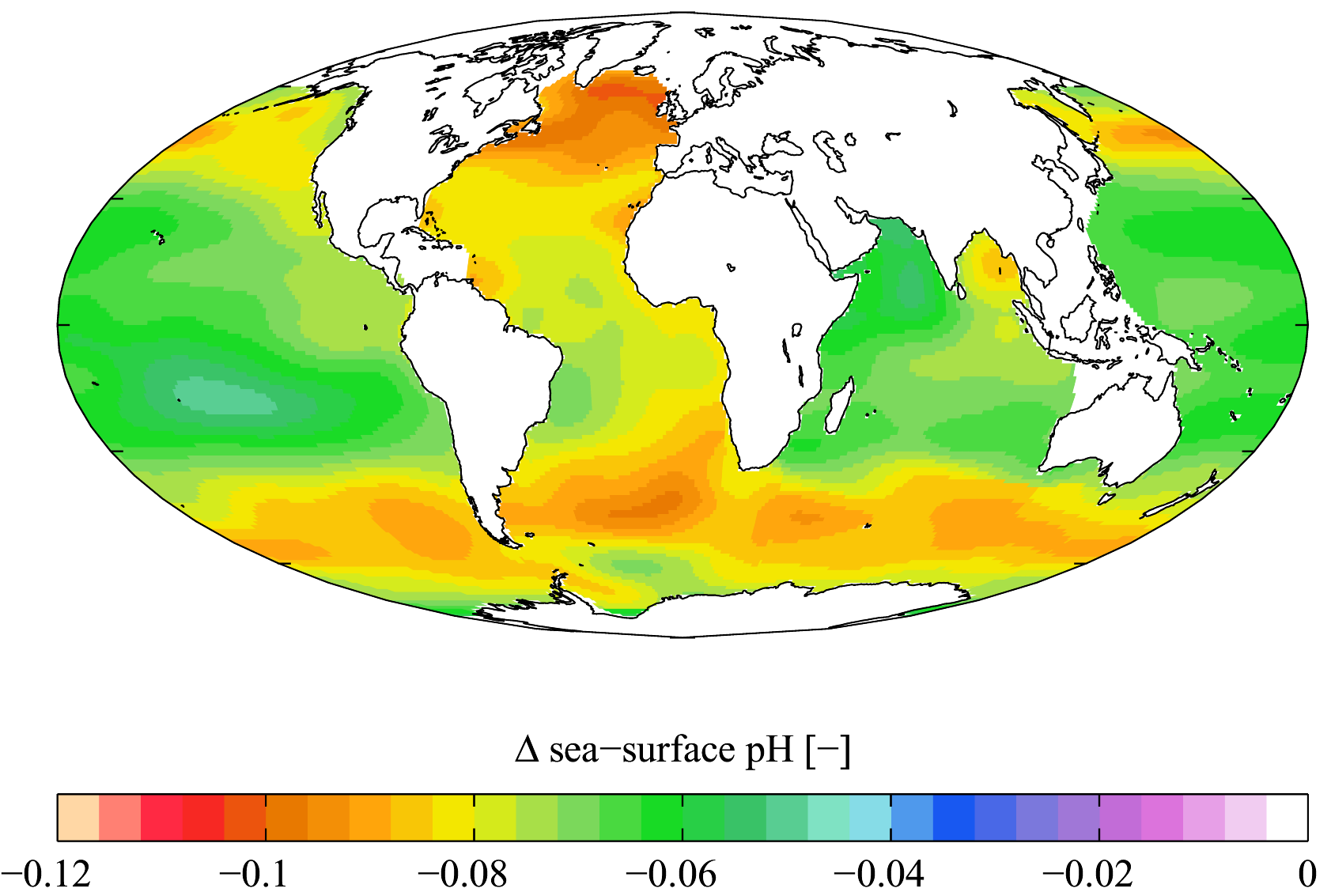
Skillnad i pH från förindustriell tid till idag.

En ungefärlig skattning har gjorts av havsförsurningens utveckling över tid:
| Tidpunkt                        | pH     | pH-förändring sedan förindustriell tid | Källa                     | Förändring av H+-koncentration sedan förindustriell tid |
| ------------------------------- | ------ | -------------------------------------- | ------------------------- | ------------------------------------------------------- |
| Förindustriell tid (1700-talet) | 8,179  |                                        | Analyserade fältuppgifter |                                                         |
| 1990-talet                      | 8,104  | −0,075                                 | Fältuppgifter             | + 18,9 %                                                |
| Nuläge                          | ~8,069 | −0,11                                  | Fältuppgifter             | + 28,8 %                                                |
| 2050 (2×CO2 = 560 ppm)          | 7,949  | −0,230                                 | Modellberäkning           | + 69,8 %                                                |
| 2100 (IS92a-modell)             | 7,824  | −0,355                                 | Modellberäkning           | + 126,5 %                                               |

## Följder
Ingen vet vilka effekter surare hav kommer att få på ekosystemen på längre sikt eller hur allvarliga de blir. Det man redan har sett är att många skalbyggande djur, som koraller och skaldjur, får svårare att bygga skal och svårare att klara sig. Detta beror på att kalk, som skalen består av, löses upp när pH-värdet blir lägre. Om ingenting görs så antas surhetsgraden stiga med 100-150 procent till år 2100. Det skulle innebära en förändring som saknar motstycke i historien. Samtidigt som vissa arter missgynnas och blir mindre motståndskraftiga så gynnas andra. Det kan leda till stora förskjutningar i näringsväven, som ger kedjeeffekter, och viktiga arter kan komma att försvinna, med minskad biodiversitet som följd. Därför är det svårt att förutse hur ekosystemet som helhet kommer reagera på fortsatt försurning. Ännu svårare är det att gissa vilka följder försurningen får i kombination med andra miljöförändringar såsom ändringar i temperatur, övergödning och miljögifter. Det kemiska kretsloppet i haven är långsamt. Även om utsläppen av koldioxid upphörde idag skulle det ta tusentals år för haven att forsla bort all kolsyra.

## Åtgärder
Sveriges riksdag har antagit 16 miljömål som man avser kunna hitta och genomföra åtgärder för innan år 2020. Ett av dessa har rubriken “Bara naturlig försurning”, med Naturvårdsverket som ansvarig myndighet, och ett annat heter “Hav i balans samt levande kust och skärgård”, och ansvarig för detta är Havs- och vattenmyndigheten. En del av det målet berör den kemiska statusen. Havs- och vattenmyndigheten arbetar inom regionala internationella konventioner för skydd av den marina miljön specifikt i Östersjön och Nordostatlanten. För att lyckas bedriver man samarbeten med flera andra organisationer av olika nationaliteter för att hitta effektiva lösningar.
Den enskilt viktigaste åtgärden för att motverka den globala havsförsurningen är att minska utsläppen av koldioxid till atmosfären. Det kan finnas avsevärda lokala bidrag till försurningen genom utsläpp av svavel- och kväveoxider från kolkraftverk eller sjöfart. Svavel- och kväveoxiderna bidrar till en försämring av havsvattnets buffrande förmåga, vilket gör havet ännu känsligare för försurning. För att förhindra försurning är det förutom att verka direkt mot försurningen också viktigt att havens generella status är god så att motståndskraften är högsta möjliga mot påfrestning från andra faktorer, så kallade stressorer.